# Belgisch-Nederlandse betrekkingen

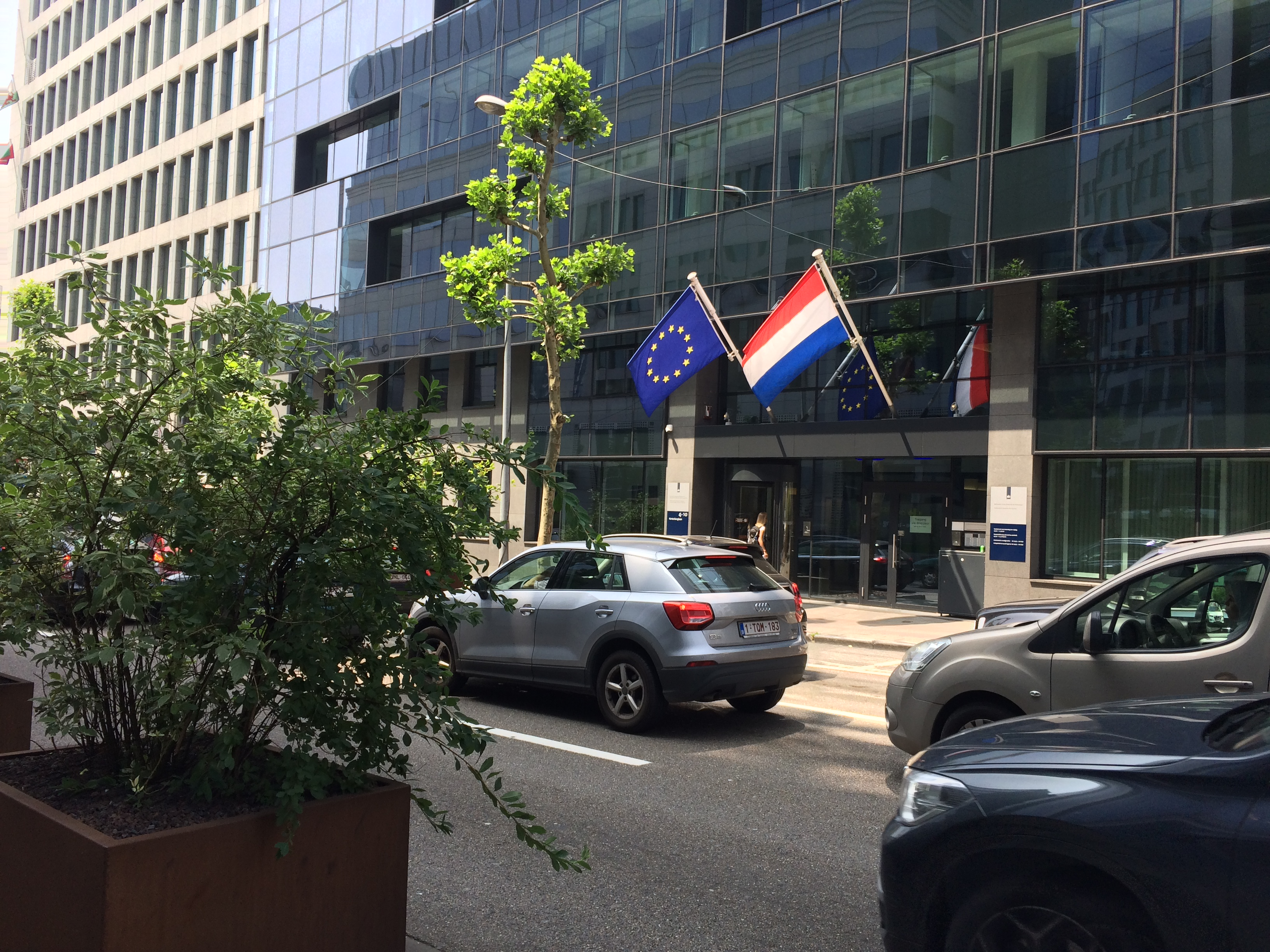
Nederlandse ambassade in België

De betrekkingen tussen Nederland en België gaan eeuwen terug vanwege de gezamenlijke geschiedenis die beide landen delen. Tussen 1815 en 1830 vormden zij samen zelfs één land, het Verenigd Koninkrijk der Nederlanden, maar hier kwam na de Belgische Revolutie een einde aan. De huidige betrekkingen worden, mede als gevolg van die gedeelde geschiedenis, gekenmerkt door uitgebreide banden op het gebied van cultuur, instellingen, taal, op elkaar afgestemde veiligheidsbelangen, sporttoernooien en een levendige samenwerking op het gebied van handel en investeringen.
Nederland heeft een ambassade in Brussel en consulaten in Antwerpen, Gent, Luik en Namen. België heeft op zijn beurt een ambassade in Den Haag en consulaten in Amsterdam, Maastricht, Nijmegen, Roosendaal, Rotterdam, Terneuzen, Vlissingen en Winsum. Beide landen zijn leden van de Europese Unie en ze vormen samen met Luxemburg de Benelux.

## Landenvergelijking
|                  | België                                          | Nederland                                       |
| ---------------- | ----------------------------------------------- | ----------------------------------------------- |
| Bevolking        | 11.720.716 (2020)                               | 17.280.397 (2020)                               |
| Oppervlakte      | 30.528 km²                                      | 41.543 km²                                      |
| Dichtheid        | 383,9/km² (2020)                                | 416/km² (2020)                                  |
| Hoofdstad        | Brussel                                         | Amsterdam                                       |
| Regeringsvorm    | Federale monarchie                              | Eenheidsstaat met een constitutionele monarchie |
| Officiële talen  | Nederlands, Frans en Duits                      | Nederlands en Fries                             |
| Etnische groepen | 57,8% Vlamingen, 32,4% Walen, 9,8% overige      | Nederlanders (80,9%), overige (19,1%)           |
| BBP              | € 534.775 miljard (€ 47.785 per persoon) (2014) | € 838.036 miljard (€ 49.765 per persoon) (2014) |

## Geschiedenis

### Romeinen en middeleeuwen
Met de komst van de Romeinen naar de Lage Landen eindigde de prehistorie in Nederland en België. Hoewel geheel Nederland enkele jaren werd bezet, was de Rijn de voornaamste grens van het Rijk. De regio was onderverdeeld in twee provincies: Gallia Belgica en Germania Inferior. In 358 kregen de Franken toestemming van keizer Julianus om zich als foederati in de Scheldevallei en Toxandrië te vestigen.
Na de val van het West-Romeinse Rijk kwam het grootste gedeelte van Nederland en België in het Frankische Rijk te liggen, met uitzondering van het noorden dat onderdeel was van koninkrijk Friesland. De Friezen wisten een belangrijke schakel te vormen in de handel op de Noordzee en tussen de Oostzee en het zuiden waardoor het aanzienlijke invloed uitoefende op Nederland en het noorden van België. In de tussentijd waren er geregeld oorlogen tussen de Friezen en Franken. Een belangrijke factor was hierin het christendom; de Friezen weigerden zich te bekeren. Vanaf het einde van de zevende eeuw kwamen missionarissen als Willibrord en Bonifatius naar de Lage Landen om de mensen daar te bekeren, met wisselend succes. In 734 kwamen uiteindelijk de gehele Nederlanden onder Frankisch bestuur. Dit groeide uiteindelijk onder Karel de Grote uit tot een feodaal systeem.

De verschillende heerlijkheden die in Nederland in de 14e eeuw bestonden.

Met het Verdrag van Verdun uit 843 werd het immense Frankische Rijk in drieën gedeeld, het grootste gedeelte van Nederland en België kwam in Midden-Francië te liggen, terwijl Vlaanderen in West-Francië lag. Het noordelijkste gedeelte van Midden-Francië werd hertogdom Neder-Lotharingen genoemd en omvatte het huidige Nederland, België (zonder Vlaanderen), delen van Noord-Frankrijk en West-Duitsland. In 870 werd door middel van het Verdrag van Meerssen het Middenrijk opgeheven en verdeeld onder West- en Oost-Frankische Rijk. Globaal gezien kwamen hierdoor de gebieden ten zuiden en westen van de Maas in West-Francië, het latere Frankrijk, te liggen en alles ten noorden en ten oosten van de Maas in Oost-Francië, het latere Heilige Roomse Rijk. Door de invallen van de Vikingen en de passieve houding van de koning en keizer, moesten de Nederlanden zichzelf verdedigen. Hierdoor kregen de lokale heersers zo veel macht dat ze alleen nog maar in naam voor hun koning of keizer regeerden en zo goed als onafhankelijke landsheerlijkheden ontstonden. Vlaanderen was een van de eerste en machtigste van de heerlijkheden in de regio.
Deze ontwikkelingen zetten zich door ook toen de Vikingaanvallen ophielden. Waardoor rond 1200 het grootste gedeelte van de Nederlanden werden geregeerd door Brabant, Gelre, Holland en Vlaanderen. Vanaf het jaar 1000 had West-Europa zich hersteld van de "donkere eeuwen" en groeiden de bevolking en economie aanzienlijk. Het zwaartepunt van de economische handelingen in de Nederlanden lag toen in Vlaanderen en Brabant met zowel het Rijnland als Engeland vlakbij. De machtige steden in dit gebied wisten de macht van de adel en geestelijken in te perken en er ontstond een bloeiende textielindustrie. Vanaf de veertiende eeuw wisten ook de steden in het noorden van de Nederlanden van de opbloeiende handel te profiteren vanaf de Oostzee, het Hanzeverbond speelde hierin een zeer belangrijke rol. De macht van Holland nam in deze tijd langzaam maar zeker toe.
Het politieke klimaat in de Nederlanden was complex door constant wisselende allianties en personele unies, zo waren Henegouwen, Holland en Zeeland van 1299 tot 1356 verbonden in een personele unie onder het huis Avesnes. Toen dit huis uitstierf, werd het door het huis Wittelsbach overgenomen en werd er bij deze unie ook nog Friesland en Neder-Beieren gevoegd: hertogdom Beieren-Straubing. Door veroveringen was Vlaanderen tevens niet langer alleen gelegen in het voormalige West-Francië, maar ook in Oost-Francië. Hierdoor ontstond de situatie dat de graaf van Vlaanderen zowel in naam van de koning van Frankrijk (Kroon-Vlaanderen) regeerde als in naam van de Roomse keizer (Rijks-Vlaanderen).

#### Van de Bourgondische tot de Franse Tijd
Door huwelijkspolitiek kwamen uiteindelijk Vlaanderen en Artesië in handen van de hertogen van Bourgondië. Filips de Goede breidde zijn rijk zelfs nog uit met Namen (1429), Brabant en Limburg (1430), Holland, Zeeland en Henegouwen (1433) en Luxemburg (1443) waardoor de Nederlanden sinds eeuwen weer onder één leider werden verenigd. Filips begon met een centralisatie-politiek en richtte onder andere de Staten-Generaal der Nederlanden op. Onder Karel de Stoute werd tevens het Hertogdom Gelre bij Bourgondië gevoegd. Na de dood van Karel in de Slag bij Nancy werd het hertogdom opgedeeld en kwamen de Nederlandse gewesten toe aan het huis Habsburg toen Karel V in 1506 heer der Nederlanden werd, brak de Spaanse tijd aan.
De gehele Nederlanden waren nu een onderdeel geworden van het Spaanse rijk, dat zich inmiddels ook in de Nieuwe Wereld had gevestigd, en werden bestuurd vanuit Madrid. De Reformatie was intussen in volle gang. Vervolgingen van zogeheten "ketters" en ingrijpende belastingmaatregelen om het onderdrukkingsapparaat te financieren zorgden voor ontevredenheid en opstand, die werd ingeleid door het Smeekschrift der Edelen. Deze opstand staat bekend als de Tachtigjarige Oorlog. Het calvinisme kreeg aanvankelijk vooral voet aan de grond in de Zuidelijke Nederlanden. Hier waren de bosgeuzen actief en er ontstonden ook de eerste calvinistische stadsbesturen, zoals in Brugge, Gent en Antwerpen. Aangezien deze stadsbesturen op hun beurt de godsdienstvrijheid niet in acht namen ontstond er ontevredenheid onder de edelen, waaruit de malcontenten voortkwamen. Toen de bekwame veldheer Parma naar de Nederlanden werd gezonden was hij, mede daardoor, in staat om de Zuidelijke Nederlanden te heroveren. Dit leidde dan weer tot een uittocht van vele Doopsgezinden en Calvinisten, die vaak in de economische en culturele bovenlaag gezocht konden worden, naar de Noordelijke Nederlanden. De nog steeds in Nederland bestaande Waalse kerk is daar een overblijfsel van. Later kwamen overigens ook veel Franse hugenoten naar Nederland.
In de Noordelijke Nederlanden lag de situatie geheel anders. Reeds in een vroeg stadium wisten de watergeuzen daar een bruggenhoofd op te bouwen en werd door de Staatsen een aanzienlijk grondgebied veroverd, te beginnen met de verovering van Den Briel in 1572. Door de geografische ligging en de toevloed van vluchtelingen uit de Zuidelijke Nederlanden, ontstond spoedig een militair, economisch en cultureel machtige natie, de Republiek der Zeven Verenigde Nederlanden. Onder Frederik Hendrik veroverde deze het noordelijk deel van de Zuidelijke Nederlanden, met name de meierij van 's-Hertogenbosch. Het noorden en midden van de huidige Nederlandse provincie Limburg bleef Spaans (Opper-Gelre).
Tijdens en na de Tachtigjarige Oorlog werd een groot aantal vestingwerken aangelegd aan beide zijden van de grens. In Zeeuws-Vlaanderen en het aangrenzende Vlaamse gebied staan deze bekend als de Staats-Spaanse Linies.
In 1648 werd, dankzij de Vrede van Münster, een eind gemaakt aan het conflict. De zuidelijke gebieden in de Noordelijke Nederlanden, overeenkomend met Staats-Vlaanderen, een groot deel van Staats-Brabant en een deel van Staats-Overmaas werden gebruikt als een soort wingewest en bufferzone, de Generaliteitslanden. Hier vond een aaneenschakeling van militaire activiteiten plaats, vaak conflicten betreffende die in de Zuidelijke Nederlanden speelden, zoals de Spaanse Successieoorlog en de Oostenrijkse Successieoorlog. Curieus was ook de Keteloorlog uit 1784.
Uiteindelijk werd aan dit alles een eind gemaakt met de komst van de Fransen aan het einde van de 18e eeuw. Een groot deel van het huidige België, en ook delen van Nederland, werden bij Frankrijk ingelijfd. Van belang is in dit verband de uitruil tussen Lommel, dat tot de Meierij van 's-Hertogenbosch behoorde (en toen deel uitmaakte van Bataafs-Brabant), en Luyksgestel, dat tot dan toe tot de Zuidelijke Nederlanden (en toentertijd tot het Franse departement Nedermaas) had behoord. Dit geschiedde per decreet in 1807, wat de aanleg van het Kanaal Bocholt-Herentals over -toen Frans - gebied mogelijk maakte.

### Verenigd Koninkrijk der Nederlanden
Na de napoleontische oorlogen werd in 1815 het Verenigd Koninkrijk der Nederlanden opgericht, waar België en Nederland werden verenigd onder koning Willem I. In 1830 kwam het, met steun van Frankrijk en onder leiding van de rijke voornamelijk Franstalige burgerij, in de Zuidelijke Nederlanden echter tot een opstand, de Belgische Revolutie. De Zuidelijke Nederlanden riepen op 4 oktober 1830 de onafhankelijkheid uit als eentalige Franse staat. Mede door de militaire dreiging van Frankrijk accepteerde Willem I in 1839 de onafhankelijkheid van België in het Verdrag van Londen. Hierin werden onder andere ook de IJzeren Rijn en de Belgische toegang tot de Westerschelde afgesproken, die nog voor vele moeilijkheden tussen Nederland en België zouden zorgen, alsook het afgeven van Zeeuws-Vlaanderen, Het groothertogdom Luxemburg en het noordelijke deel van Limburg aan Nederland.
Een zeer specifiek gevolg van de Belgische afscheiding was, dat Nederland plotsklaps nauwelijks industrie meer had. Met name in het Luikse bekken en in Verviers was in België de industriële revolutie al sinds het einde van de 18e eeuw ingezet en in 1839 al vergevorderd. Hier kwam nog bij dat de Nederlandse overheidsfinanciën, mede door de afscheidingsoorlog, dringend gesaneerd moesten worden. Uiteindelijk heeft de afscheiding ertoe geleid dat Nederlandse ondernemers vaklieden uit het Luikse ronselden en met behulp van dezen eigen industriële bedrijven gingen opzetten. De activiteiten van Petrus Regout in Maastricht vormen daarvan het duidelijkste voorbeeld, zie ook: Industriële Revolutie in Nederland.
De Vlaamse historicus Kris Clerckx bestudeerde documenten uit het Koninklijk Huisarchief te Brussel waaruit bleek dat koning Leopold II van België serieuze plannen had om Nederland binnen te vallen en daartoe spionage-opdrachten uitvoerde. De Franse keizer Napoleon III was hiertegen waardoor het plan nimmer ten uitvoer kwam.

### Eerste Wereldoorlog en interbellum
Bij het begin van de Eerste Wereldoorlog ving Nederland ruim een miljoen Belgische vluchtelingen op, hetgeen een tijdelijke toename van de Nederlandse bevolking met ruim 15% betekende. De meest vluchtelingen keerden na enkele weken terug, maar ruim honderdduizend bleven gedurende de gehele oorlog in Nederland en enige tienduizenden zelfs definitief. Terwijl dat Nederland neutraal was gebleven in de Eerste Wereldoorlog, had België zwaar te lijden gehad. In 1919 kwam het dan ook tot een conflict waarin België Nederland beschuldigde niet neutraal te zijn geweest en eiste daarom compensatie op in de vorm van Zeeuws-Vlaanderen en Nederlands-Limburg. De filosofie hierachter werd wel de Groot-Belgische gedachte genoemd. Later onderzoek maakte aannemelijk dat Duitse troepen zonder Nederlandse tegenstand over een afstand van enkele kilometers van een Belgisch-Nederlands grensweggetje gebruik hadden gemaakt en daarmee een a twee meter op Nederlands grondgebied waren doorgedrongen. Overigens verweten de Belgen aan de Nederlandse regering onder meer ook een lafhartige houding ten aanzien van De Draad, een onder hoogspanning staande grensversperring tussen Nederland en het bezette België die vele slachtoffers eiste.
Daarnaast zette onder meer ook het verlenen van onderdak aan Keizer Wilhelm II, en de weigering om deze man, die door de Geallieerden als oorlogsmisdadiger werd beschouwd, uit te leveren, kwaad bloed.
De bevolking van Zeeuws-Vlaanderen werd gemobiliseerd tegen de annexatie en er werden maatregelen beloofd om de pijn van het betrekkelijke isolement te verzachten. Zo werd gegarandeerd dat de Zeeuws-Vlamingen tegen een laag tarief van de veerponten over de Westerschelde gebruik konden maken, om zo de rest van Nederland te bereiken. Deze belofte is overigens na de opening van de Westerscheldetunnel (2003) tenietgedaan.
In dat kader had Nederland volgens historicus H. Bijkerk plannen om België aan te vallen. Bijkerk baseert zich op een vondst van geheime post in ongesorteerde archieven van de generale staf van het voormalig Nederlands Ministerie van Oorlog. In de gevonden stukken van vlak na de Eerste Wereldoorlog was er sprake van de spanningen. Volgens Bijkerk heeft Nederland zich niet alleen verbaal verzet tegen de Belgische plannen, maar heeft het zich toen ook militair voorbereid.
Uiteindelijk werd er besloten om als alternatief een Antwerpen-Rijnkanaal te graven, deels op Nederlands grondgebied en Nederlandse kosten. De aanleg van dit kanaal werd door nationalistische Nederlanders als een "knieval voor de Belgen" beschouwd. Een comité, waarvan de latere NSB'er Anton Mussert secretaris was, beijverde zich er voor dat het kanaal er niet zou komen. In 1927 werden de plannen om het te graven dan ook opgeschort. Wel werd in de jaren 70 van de 20e eeuw de Schelde-Rijnverbinding aangelegd, die een verbinding tussen het Antwerpse en het Rotterdamse havengebied ging vormen. Verdere bilaterale verdragen hadden betrekking op het Kanaal Gent-Terneuzen, en de verbreding en verdieping daarvan.

## Economische betrekkingen
Na de bevrijding van een groot deel van Zuid-Nederland, in 1944, kwam reeds een douane-regeling tussen Nederland en België tot stand. Fietsers en voetgangers konden voortaan overigens, mits in het bezit van een geldig paspoort, ongehinderd de grens passeren, ook langs secundaire wegen.
Overigens ontstonden er al spoedig organen op Europees niveau, zoals de EGKS (1951) en de EEG (1952), die oorspronkelijk uit zes landen bestonden, waaronder de Benelux-landen. Dit waren voorlopers van de Europese Unie (1993). Militaire samenwerking vond plaats via de Noord-Atlantische Verdragsorganisatie (1949).
Een belangrijke factor in de economische betrekkingen was de Benelux die in 1958 werd opgericht als een economische unie. Hierdoor vielen invoertarieven voor intra-Benelux-goederen weg en kwam er een gezamenlijk invoertarief voor goederen van buiten de Benelux. Doordat veel van de economische doelstellingen van de Benelux ook door de Europese Unie worden verwezenlijkt, werd de Benelux in 2010 ook op niet-economische gebieden actief.
Toch waren er nog bepaalde moeilijkheden. Zo moesten de deuren van de zogeheten "Bredabus", een -onafhankelijk van de veerponten opererende- busverbinding van Zeeuws-Vlaanderen via Antwerpen naar Breda, op Belgisch grondgebied gesloten blijven. Later bleef dit nog geruime tijd zo, aangezien de NMBS concurrentie vreesde.
Internationale samenwerking in de grensgebieden vindt tegenwoordig ook plaats in het kader van Euregio-overeenkomsten. Mede door de aanleg van grensoverschrijdende infrastructuur, waaronder autowegen, is het grensoverschrijdend verkeer dan ook veel intensiever geworden.
Op waterstaatkundig gebied bestonden vanouds de internationale polders, die grensoverschrijdend waren en een Nederlands-Belgisch polderbestuur kenden. In 1967 zijn deze polders, overeenkomstig het grensverloop, bij de desbetreffende waterschappen dan wel wateringen gevoegd.
Een conflict was nog de afdamming van Het Zwin, dat op de grens van Nederland en België ligt. De Nederlandse autoriteiten wilden dit natuurgebied afdammen, waarbij een vermeend veiligheidsargument werd aangevoerd maar het doortrekken van de boulevard van Knokke naar Breskens, met bijbehorende bebouwing, het hoofddoel was. De Belgische eigenaar, graaf Léon Lippens, hield dit tegen en in 1952 werd "Het Zwin" tot natuurreservaat uitgeroepen.
Op het terrein van natuurbescherming ontstond in 1982 door Belgisch-Nederlandse samenwerking een internationaal natuurreservaat: Plateaux-Hageven.
In 2009 speelde de Westerscheldeproblematiek opnieuw. Ter natuurcompensatie zou, als de Westerschelde werd uitgediept, de Hedwigepolder onder water moeten worden gezet om nieuw natuurgebied te vormen: de zogeheten "ontpoldering". De Zeeuwen werden gemobiliseerd om hier tegen te zijn, met een beroep op de eeuwenlange strijd die ze tegen het water hadden gevoerd.
Vandaag de dag is Nederland voor België een belangrijke handelspartner: het is de belangrijkste afzetmarkt na Duitsland en Frankrijk en Nederland is de grootste exporteur naar België na Duitsland. De import vanuit België was in 2007 10,6% van de totale Nederlandse import, waarmee het na Duitsland (20,1%) op een tweede plaats stond. De export van Nederland naar België nam 11,8% van het totaal in, wederom achter Duitsland met 23,6%.

## Cultuur
Vanwege de gedeelde geschiedenis vertonen Nederland en België veel culturele overeenkomsten, tevens nog extra versterkt doordat in Vlaanderen Nederlands wordt gesproken.
In 1997 trad het Cultureel Verdrag Vlaanderen-Nederland in werking dat als doel het het bevorderen van structurele samenwerking op de gebieden cultuur, onderwijs, wetenschap en welzijn.
Gezien de culturele gelijkenissen en de problemen tussen Vlaanderen en Wallonië gaan er stemmen op om Nederland en Vlaanderen in één land te verenigen: Groot-Nederland. Deze visie is op politiek vlak echter alleen nog maar door Geert Wilders en het Vlaams Belang naar voren gedragen. Deze zogeheten Groot-Nederlandse gedachte kan als extreem worden beschouwd en het overgrote deel van de Vlamingen moet dan ook niets van een dergelijke visie hebben en zoekt liever samenwerking in het kader van grensoverschrijdende activiteiten. Ook is er een beweging die een voorkeur heeft naar een staat met heel België en Nederland alsook Luxemburg samen, het zogeheten Heel-Nederland, al kent deze vrij weinig aanhangers.
Ook binnen de Waalse beweging is overigens slechts een zeer geringe minderheid voor aansluiting bij Frankrijk (rattachisme). De praktische problemen, bijvoorbeeld de status van het Brussels Hoofdstedelijk Gewest, nog terzijde gelaten. Uiteindelijk zijn de culturele verschillen tussen Nederland en België in het grensgebied niet groot, maar tussen Vlaanderen en het culturele en bestuurlijke zwaartepunt van Nederland (Amsterdamse Grachtengordel, Het Gooi, 's-Gravenhage) zijn ze dat wél. Vanuit een relativerende hoek, moet men opmerken dat er ook al sterke culturele verschillen zijn tussen dit zwaartepunt in de Randstad en diverse andere plaatsen in de uithoeken van Nederland, bijvoorbeeld Limburg. Datzelfde geldt voor sterke verschillen in het Vlaamse binnenland tussen bijvoorbeeld West-Vlaanderen en Belgisch-Limburg.
Over en weer werden grappen gemaakt over de Nederlandse "kaaskoppen" respectievelijk de "spekbelgen" (zo genoemd vanwege hun meer Bourgondische levensstijl). Zo ontstonden de Belgenmoppen (de Belgen werden als dom beschouwd) en de Hollandermoppen (de Nederlanders, of "Hollanders" werden als gierig beschouwd).

### Nederlandse taal
Een belangrijke schakel in de verhoudingen tussen België en Nederland is altijd geweest dat ze het Nederlands delen. In 1980 werd door de overheden van Nederland en Vlaanderen de Nederlandse Taalunie opgericht zodat er een gemeenschappelijk beleid werd gevoerd ten aanzien van de taal, het onderwijs in het Nederlands in zowel binnen- als buitenland, de status van het Nederlands en de taalgebonden cultuur.

### Sport
Ook op het gebied van sport wordt er veel samengewerkt door Nederland en België. Zo organiseerden ze gezamenlijk EK voetbal 2000, wordt elk jaar de ENECO Tour gereden in zowel Nederland als België. Nederland en België waren samen ook officieel kandidaat voor het WK voetbal van 2018 of 2022. Voor de voetbalinterlands van België en Nederland tegen elkaar, zie: Lijst van voetbalinterlands België - Nederland mannen en vrouwen.
In vroeger tijden was de voetbalwedstrijd van "Oranje" tegen de "Rode Duivels", toen nog: interlandwedstrijd geheten, in België algemeen bekend als België-Holland, een klassieker en vrijwel de enige wedstrijd van het Nederlands elftal tegen een buitenlandse ploeg.

## Transport

### Trein
Beide landen zijn per trein met elkaar verbonden. Er rijdt een hogesnelheidstrein tussen beide landen, alsmede intercitytreinen en lokale treinen.
Er zijn grensovergangen per trein bij Essen, Noorderkempen (HSL-Zuid) en Visé.
De hogesnelheidstrein Thalys rijdt 14 keer per dag tussen Amsterdam en Brussel. In Nederland stopt de Thalys te Schiphol en Rotterdam, in België ook nog te Antwerpen. Verder rijdt de zogenoemde Beneluxtrein nog elk uur tussen beide hoofdsteden. Deze stopt in Nederland extra te Schiphol, Den Haag, Dordrecht en Roosendaal en in België te Antwerpen (zowel Antwerpen-Centraal als Berchem), Mechelen en in Brussel te Brussels Airport-Zaventem, Brussel-Noord, Brussel-Centraal en Brussel-Zuid/Midi. Verder rijdt er nog elk uur een Belgische L-trein tussen Roosendaal en Puurs via Antwerpen. Ook rijdt er elk uur een intercitytrein van de NMBS vanaf Maastricht naar Hasselt via Luik.

### Autosnelweg
Er zijn vijf autosnelwegen die de Belgisch-Nederlandse grens passeren. De belangrijkste is de grensovergang Hazeldonk/Meer van de Nederlandse A16 en de Belgische A1 tussen Breda en Antwerpen. Dit is ook de drukste grensovergang van Europa.
Van West naar Oost:
- Grensovergang Zandvliet:  /  tussen Bergen op Zoom en Antwerpen.
- Grensovergang Hazeldonk/Meer:  /  tussen Breda en Antwerpen.
- Grensovergang Postel:  /  tussen Eindhoven en Antwerpen.
- Grensovergang Stein:  /  tussen Geleen en Genk.
- Grensovergang Eijsden:  /  tussen Maastricht en Luik.

## Emigratie
In België wonen ongeveer 116.970 Nederlanders.